# Bistum Yarmouth
Das Bistum Yarmouth (lateinisch Dioecesis Yarmuthensis, englisch Diocese of Yarmouth) war eine in Nova Scotia, Kanada gelegene Diözese der römisch-katholischen Kirche.

## Geschichte
Es wurde am 6. Juli 1953 aus dem Erzbistum Halifax, dessen Suffraganbistum es danach war, gebildet. Ab 2001 hatte das Bistum keinen eigenen Bischof mehr, sondern wurde ab 2002 durch den Erzbischof von Halifax als Apostolischen Administrator verwaltet. Am 7. Dezember 2011 wurde das Bistum schließlich mit dem Erzbistum Halifax vereinigt.

## Ordinarien

### Bischöfe
- 1953–1967 Albert Leménager
- 1968–1991 Austin-Emile Burke, dann Erzbischof von Halifax
- 1993–2001 James Matthew Wingle, dann Bischof von Saint Catharines

### Apostolische Administratoren
- 2002–2007 Terrence Thomas Prendergast SJ
- 200700000 Claude Champagne OMI
- 2007–2009 Anthony Mancini